# ジョージ・マイカン
ジョージ・ローレンス・マイカン・ジュニア (George Lawrence Mikan Jr. , [ˈmaɪkən]; 1924年6月18日 - 2005年6月1日) は、アメリカ合衆国・イリノイ州ジョリエット出身の元プロバスケットボール選手。NBLのシカゴ・アメリカン・ギアズやBAAおよびNBAのミネアポリス・レイカーズなどで活躍した。「Mr.バスケットボール」の称号を与えられたバスケットボール界の偉人である。現代バスケットボールが形成される上でその発展に最も影響を与えた選手の一人であるとともに、NBA最初期における最重要人物であり、彼の登場以後のバスケットボールは「巨人のスポーツ」となった。
デポール大学時代から1940年代当時のバスケットボールの常識を次々と覆し、プロキャリアの大半を過ごしたミネアポリス・レイカーズには三連覇を含む計5回の優勝をもたらす。その支配力があまりにも強大であり過ぎるため、競技のルールに改訂が加えられたほどであり、「ゴールテンディング」や「ショットクロック」(マイカン・ルール) など、現在のバスケットボールの重要な要素であるこれらのルールは、いずれもマイカンの影響により設けられた。オールNBAチーム選出は6回、NBAオールスターゲーム出場は4回、得点王3回、リバウンド王1回の実績を誇る。1959年に創設されたバスケットボール殿堂では、最初の殿堂入りメンバーの一人に選ばれ、NBA25周年、35周年、50周年、75周年に発表された各オールタイムチーム全てに名を連ねた。トレードマークは瓶底のような分厚いレンズの丸渕眼鏡。

## 経歴

### 生い立ち
1924年6月18日、ジョージ・ローレンス・マイカン・ジュニアはイリノイ州の小都市、ジョリエットにある飲み屋の長男として生まれた。祖母はマイカンにピアノを教え込もうとしたが、肝心の孫はガレージの壁に付けられたリムに向かってボールを投げる日々を送っていた。幼い頃からすでに大きな身体の持ち主だったマイカンは、フットボールやアイスホッケー向きのスポーツ少年と思われた。13歳の頃にはすでに身長が6フィート（約183cm）に達していたが、周囲の同級生よりも頭一つ分飛び出たその姿は嘲笑の対象となってしまい、少年マイカンにとって彼の高身長はコンプレックス以外の何ものでもなかった。彼は身長を誤魔化すために常に猫背で過ごしていたが、ある日修道女が「背筋を伸ばしなさい」と彼の背中を叩き、こう言った。「神さまがあなたにその身体を与えたのです。それを最大限に活用しなさい」。ジョリエット・カトリック高校では膝の骨を砕く大怪我を負い、長期間をベッドの上で過ごした。その間も彼の身体は成長し続け、身長は203cmまで伸びたが、バスケットボールのコーチは重度の近視のマイカンに対して「眼鏡を掛けている者がバスケットをすることはできない」と断言した。マイカンはバスケットの道を諦めて聖職者になるために、高校2年生の時にシカゴの神学校に転校し、1941年に卒業する頃には法律の分野へ進むことを考えていた。しかし本心ではバスケットの道を諦めきれず、密かにジョージ・クーガンというコーチの指導で練習し、ノートルダム大学への進学を目指していた。しかしコーチ・クーガンはマイカンの力量が名門校でプレーするには足りないと判断し、彼にもっと格下の大学への進学を提案し、そしてマイカンが最終的に決めた進学先が、デポール大学だった。ちなみにマイカンは聖職者への道に背を向けたことを最後まで家族に告げることができず、父親は新聞のスポーツ欄でマイカンがバスケットで活躍している姿を初めて知ることになる。

### デポール大学
デポール大学での当時28歳の新米コーチ、レイ・マイヤーとの出会いは、マイカンの人生にとって分水嶺となった。マイヤーは6フィート10インチ（約208cm）の長身を誇る、内気で不器用な1年生に大きな可能性を感じた。マイヤーの考えは「長身選手は鈍重で不器用」という当時のバスケットボール界の常識を逸脱した革命的なものであり、彼の指導を受けたマイカンは自身の身長を「恥じ」から「誇り」へと変え、自信に満ち溢れた攻撃的選手へと進化させることになる。マイヤーはコーチ就任最初の1年間を、マイカンの特訓に捧げた。まずは6週間の短期集中コースで左右両方の手どちらからでもフックショットが決められるよう徹底的に教え込んだ。ゴール下で左右交互からのシュートをひたすら繰り返すという、マイカンが朝から晩まで明け暮れたこの練習方法は、現在でもマイカン・ドリルとして受け継がれている。またマイヤーはマイカンの秘めた俊敏性を鍛えるために、ユニークな練習方法を課している。各週末にはダンスホールへと行かせてわざわざ最も小さい女性とペアを組ませたり、ボクシングやバレエなどにも挑戦させてフットワークを鍛えさせた。マイヤーの特訓をやり遂げたマイカンは過去に誰も見たことがないバスケット選手に生まれ変わっていた。
1942年の秋、大学の公式デビュー戦においてマイカンは10得点をあげる。マイカンのプレーで最初に注目を浴びたのはそのオフェンス力ではなく、見る者の度肝を抜いたそのディフェンス方法だった。彼は相手がシュートを打った同じタイミングで宙に飛び立てるという才能を持っていた。この能力と彼の長身が組み合わさった結果、敵の放ったボールがリングを通り抜ける直前にブロックするという離れ業が生まれた。今日ではショットされたボールがバスケットよりも高い位置にあり、なおかつ落下している時にそのボールに触れれば"ゴールテンディング"として反則になるが、当時はまだそのルールがなかった。そもそもそのような高い位置にあるボールに触ることができるなど、想定されていなかった。マイカンの回想によれば、デポール大はボールを保持した相手の選手に残りの4人の選手がゾーンディフェンスを仕掛け、マイカンのみがゴール下に残ってゴールを割ろうとするボールを次々と叩き出したという。デポール大は1942-43シーズンに19勝5敗の成績でNCAAトーナメント初出場を果たし、Final4まで進出している。
1943-44シーズンにはついにマイカンのオフェンス力が開花し、オールアメリカンとヘルムズ財団年間最優秀選手に選出される。マイカンの得点方法もまた独特だった。パワーには頼らず、肘などを駆使してじっくりと確実に通路を確保した上でゴールへと向かいレイアップやフックシュートを決める彼のやり方は、24秒バイオレーションや3秒バイオレーションが無い当時だからこそ出来る技とも言えた。22勝4敗の成績で全米ランキング4位となったデポール大は、ナショナル・インヴィテーション・トーナメント（通称NIT。NCAAトーナメントと並ぶ全米トーナメント）準決勝で当時カレッジバスケ界を騒がせていたもう一人の巨人、身長213cmのボブ・カーランド擁するオクラホマ州立大学を降して決勝に進出したが、決勝ではセント・ジョンズ大学の前に敗れた。
1944-45シーズンにはついにバスケットボールのルールに新たに"ゴールテンディング"が設けられたが、マイカン擁するデポール大の優位性は変わらなかった。マイカンは平均23.9得点の成績で全米得点ランキング1位に輝き、2年連続でオールアメリカン、ヘルムズ財団年間最優秀選手に選ばれた。NITの準決勝、ロードアイランド州立大学戦でマイカンは53得点をあげてデポール大を97-53の大勝に導くと（つまりマイカンは敵チームの総得点と同じ得点を一人で稼ぎ出したことになる）、決勝のボーリング・グリーン州立大学でも71-54と完勝し、デポール大を優勝に導いた。マイカンはトーナメント期間中平均40得点、3試合で120得点という圧倒的な活躍でトーナメントMVPに選ばれている。最終学年の1945-46シーズンも平均23.1得点で3年連続の得点王、オールアメリカンに輝いている。そのシーズンに行われたシカゴ・スタジアムでの対ノートルダム大学戦では、23,000人の観衆の前でデポール大を63-47の勝利に導いている。この年のデポール大の成績は19勝5敗で全米ランキングは5位だった。

### シカゴ・アメリカン・ギアズ（1946–47）
マイカンが大学を卒業した1946年は第二次世界大戦が終結し、戦地に赴いた男たちが続々と帰還してきた頃であり、アメリカでは帰還兵の受け皿として各地で様々なプロスポーツリーグやプロスポーツチームが誕生し、スポーツ界、特に団体スポーツは賑わいを見せていた。プロバスケットボールの分野でも各地で小さなリーグが乱立していたが（同1946年にはNBAの前身、BAAが誕生している）、各リーグや各チームにとってカレッジバスケで大活躍したマイカンのようなスター選手を確保することは、この乱立状態を生き残るためには必要不可欠なことだった。NBL（w:National Basketball League）のシカゴ・アメリカン・ギアズ（w:Chicago American Gears）が、マイカンと5年6万ドルの契約を結んだ時、彼はスポーツ史上最も高額の契約を結んだ選手となった。マイカンは1946-47シーズンからギアズに参加。シーズンの最初は各リーグの上位チームやハーレム・グローブトロッターズのようなエキシビジョン・チームも参加するワールド・プロフェッショナル・バスケットボールトーナメントに出場し、マイカンは5試合で計100得点をあげてギアズをトーナメント優勝に導き、トーナメントMVPに選ばれた。シーズン平均16.5得点はNBL1位となり、ギアズはNBLチャンピオンシップも制し、マイカンはオールNBLチームに選出された。
ギアズのオーナー、モーリス・ホワイトはマイカンが何か特別なことをやり遂げる機会を彼に与えてくれる存在と感じた。そしてホワイトはギアズをNBLから脱退させ、新たに24チームからなるリーグ、PBLA（w:Professional Basketball League of America）を創設した。24のチーム、ホームアリーナは全てホワイトの所有という大胆な構想だった。しかし創設間もなく資金繰りは悪化し、最初のシーズンを迎えることなく、1試合も開催されることなくこのPBLAは1947年11月に崩壊してしまう。ホワイトはNBLとの再統合を提案したがNBL側に拒否され、ギアズは解散。結局ホワイトはマイカンに給金を払うことができなくなり、契約を解消、マイカンはフリーエージェントとなった。この瞬間、バスケットボール界のスーパースターを獲得できるチャンスがアメリカ各地に点在するあらゆるチームに発生したが、NBLはギアズを切ることはできてもマイカンまで切ることはできなかった。そしてマイカンを獲得する権利を得たのが1946年に誕生したばかりのデトロイト・ジェムズだった。ジェムズは1947年にミネソタ州ミネアポリスに本拠地を移転し、チーム名をミネアポリス・レイカーズと改名した。

### ミネアポリス・レイカーズ（1947–56）
大学時代に遠征でミネソタに訪れたことがあるマイカンは、寒冷なこの土地にあまり良い印象を持っておらず、彼の所有権をレイカーズが獲得したことを知ったとき「シベリアにドラフトされた」というジョークを漏らした。しかしレイカーズのオーナー陣はこの稀代のバスケットボール選手をチームに留めておくために、あらゆる労力を惜しまなかった。彼らはまずコーチにジョン・クンドラを招聘し、続けて地元ミネソタ大学で活躍したトニー・ヤロシュやドン・カールソンを獲得、さらにスタンフォード大学のスター選手、ジム・ポラードと12,000ドルの契約を交わしてロスターの強化を図った。そして当のマイカンは弁護士を引き連れてミネアポリスのチーム代表の前に現れたが、3時間の交渉の末に、納得がいかなかったマイカンは席を立ち、空港へ向かおうとした。しかしシカゴ行きの便は最終便が出た後であり、マイカンはもう暫くミネアポリスに拘束されることになった。そして交渉は再開され、この交渉は翌朝まで続き、さしものマイカンも粘りに粘るレイカーズ代表陣の前に閉口せざるをえなくなった。マイカンはレイカーズとの契約にサインした。
マイカンを筆頭に多くのスター選手を揃えたレイカーズはミネアポリスとセントポールで大きな支持を集め、2つの都市でホームゲームを行った。レイカーズは他チームを圧倒し、2位のトライシティーズ・ブラックホークスに大差を付けてデビジョン1位の成績を収め、プレーオフでは1回戦でオクショシュ・オールスターズを、2回戦でブラックホークスを破ってファイナルに進出。ボブ・デイヴィス擁するロチェスター・ロイヤルズと対決し、これを破ってNBL優勝を果たした。
このシーズンを前後して、NBLのライバルリーグ、BAA（後のNBA）がNBLを吸収しようとする動きを見せ始めた。古参のNBLの方に多くの有力な選手が所属していたが、大都市を拠点としているチームが多いのはBAAであり、資金力ではBAAの方が上回っていた。そしてBAAはNBL吸収に向けて本格的な行動に出て、1948年にはNBLから比較的市場の大きい都市に本拠地を置く4つのチームを引き抜いた。その中に含まれていたのがミネアポリス・レイカーズだった。他はフォートウェイン・ピストンズ、インディアナポリス・ジェッツ、そして当時のレイカーズのライバルチーム、ロチェスター・ロイヤルズである。

#### スーパースター
マイカンのBAA（NBA）キャリアは1948年から始まり、同時にロチェスター・ロイヤルズとのライバル関係も再開された。マイカンの所属するレイカーズとロイヤルズは同じウエスタン・デビジョンに編入され、レイカーズの44勝16敗に対し、ロイヤルズは45勝をあげてデビジョントップに立った。平均28.3得点、通算1,698得点をあげて得点王に輝き、オールBAA1stチームに選出され、マイカンがBAAでも一流選手であることが証明された。もし当時BAAにシーズンMVPが存在したならば、マイカンには受賞する資格が十分にあったが、MVPが新設されるのはマイカンが引退して後の1956年のことであり、マイカンは同賞を受賞することはなかった。プレーオフ1回戦では実弟のエド・マイカンが所属するシカゴ・スタッグズを、デビジョン決勝でライバルのロイヤルズをいずれも全勝で破り、圧倒的強さでファイナルに進出。4戦先勝のファイナルでレイカーズはレッド・アワーバックが指揮するワシントン・キャピトルズ相手に3連勝を飾り、ファイナルをも全勝で制すかに思われたが、第3戦でマイカンを不運が襲い、キャピトルズのクレギー・ハームセンとの衝突で手首を負傷。マイカンは大きく腫れあがった手をギプスで固めて次戦に強行出場するも、レイカーズは第4戦、第5戦を連敗してしまう。しかし第6戦ではマイカンが30得点と爆発し、レイカーズは77-56でキャピトルズに完勝。レイカーズは前年のNBLチャンピオンに続いてBAAのタイトルも獲得した。マイカンはポストシーズン中平均30.3得点の大活躍だった。
1949年にはNBLが消滅。シラキュース・ナショナルズを含む計6チームがBAAに加盟し、新たにNBAが誕生する。リーグ再編に伴いレイカーズはセントラル・デビジョンに編入した。同年のドラフトでレイカーズは当時ほとんど無名の存在だったパワーフォワードのヴァーン・ミッケルセンとフリーエージェントでテキサス大学ポイントガードのスレーター・マーティンを獲得。マイカン、ポラード、ミッケルセン、マーティンの4人は後にNBA最初の王朝を築くことになる当時のレイカーズの核となり、特にセンターのマイカンにフォワードのポラード、ミッケルセンのフロントラインは史上最高とも謳われるユニットとなった。迎えた1949-50シーズン、マイカンは平均27.4得点、通算1,865得点をあげて2年連続の得点王とオールNBA1stチームに輝く。レイカーズは同デビジョンのロイヤルズと同率の51勝17敗をあげるが、タイブレークにてレイカーズが勝利し、プレーオフ第1シードの座を手に入れると、プレーオフでは1回戦、2回戦、ファイナル準決勝をいずれも全勝で勝ち上がり、2年連続ファイナルに進出。マイカンと並ぶビッグマンのドルフ・シェイズを擁するシラキュース・ナショナルズとのシリーズを4勝2敗で制し（第1戦ではレイカーズのボブ・ハリソンが40フィートの距離から逆転ブザービーターを決めるという劇的な場面が見られた）、レイカーズはNBL、BAA、NBAと異なる3つのリーグで優勝を果たした。
創部1年目にして早くも経営難に陥るNBAは、1950-51シーズンには所属チームが17から11に減少する。その中でリーグ最高のスーパースターを擁するレイカーズはリーグ1位となる44勝26敗をあげ、マイカン自身は平均28.4得点、通算1,932得点をあげて3年連続得点王に輝き、またこの年から計測が始まったリバウンド部門では平均14.1、通算958リバウンドをあげ、ドルフ・シェイズに次ぐリーグ2位の成績を収めた。初開催されたNBAオールスターゲームでは12得点11リバウンドをあげており、またこの時に投票によって「半世紀における最も偉大なバスケットボール選手」にも選ばれている。しかしシーズン後半には足を骨折し、回復しないままプレーオフに突入。足を引き摺りながらも平均24.0得点をあげる活躍をみせるが、デビジョン決勝でボブ・デイヴィス、アーニー・ライゼン擁するロイヤルズに破れ、3年連続の優勝はならなかった。

#### マイカン・ルール
1951-52シーズン、リーグはゴール下に設けられた制限区域（ペイントエリア）をこれまでの6フィートから倍の12フィートへと拡大するが、このルール改正がマイカンを標的にしていたことは疑いなかった。制限区域拡大を主張したニューヨーク・ニックスのヘッドコーチ、ジョー・ラプチックはマイカンを最大の敵を見なしており、また従来の制限区域から2倍の距離からのポストプレーを得意としていたマイカンに、新たに設定された12フィートは彼のポストプレーのあからさまな妨害だった。このルール改正は"マイカン・ルール"とさえ呼ばれた。新シーズンのマイカンの成績はBAA加入以来最低となる平均23.8得点、FG成功率38.5%まで下降し、初めて得点王の座を逃した（得点王は当時の最新技術であるジャンプシュートを得意としたポール・アリジン）。一方平均13.5リバウンドはリーグトップの成績だった（当時のスタッツリーダーは平均ではなく通算で決められていたため、リバウンド王ではない）。またダブルオーバータイムまでもつれたロイヤルズとの試合ではキャリアハイとなる61得点をあげ、これはジョー・ファルクスが1949年に記録した63得点に次ぐ当時歴代2位の記録だった。オールスターでは26得点15リバウンドをあげている。プレーオフではインディアナポリス・オリンピアンズ、ロイヤルズを破ってファイナルに進出し、マックス・ザスロフスキー、ハリー・ギャラティン、そしてNBA初の黒人選手であるナサニエル・クリフトン擁するニューヨーク・ニックスと対決。このファイナルは第7戦まで、いずれのチームも本来のホームアリーナでプレーできなかったという奇妙なシリーズでもあった。レイカーズのミネポリス・オーディトリアムもニックスのマディソン・スクエア・ガーデンもファイナル期間中は他の予定で埋まっており、レイカーズのホームゲームはセント・ポールで、ニックスのホームゲームはバスケットの試合には不向きなw:69th Regiment Armouryで行われた。マイカンはニックスのギャラティンとクリフトンの執拗なマークに苦しんだが、ヴァーン・ミッケルセンがレイカーズを牽引し、シリーズは第7戦までもつれた。第6戦はようやくマディソン・スクエア・ガーデンで行われるが、レイカーズは敵地で82-65の勝利をあげ、シリーズを4勝3敗で制し、2年ぶりに王座を奪回した。

#### レイカーズ王朝
1952-53シーズンには平均14.4リバウンド、通算1,007リバウンドをあげてリーグ初のシーズン通算1,000リバウンド達成者となり、そして自身初のリバウンド王に輝き、オールスターでは22得点16リバウンドをあげてウエストチームを勝利に導き、初のオールスターMVPを受賞する。一方で過去に3年連続の得点王に輝いたマイカンだったが、このシーズンも平均20.6得点（リーグ2位）と2年連続で過去最低を更新した。前年の制限区域拡大の影響に加え、このシーズンは各チームがマイカンが好ポジションでボールを受け取るとすぐにファウルを仕掛けたからである。マイカンはこのファウルゲームに対抗するため、アウトサイドからでもショット可能なジャンプシュート習得に取り組み始めた。レイカーズはリーグ1位となる48勝22敗の成績を収め、プレーオフではオリンピアンズ、ピストンズを破って2年連続でファイナルに進出。相手は新たに優秀なスコアラーのカール・ブラウンを加えた前年と同じ相手のニックスだった。レイカーズは初戦を勝利するが、第2戦を落としてしまう。この敗退にコーチのジョン・クンドラはマイカンが我を失っているように感じ、急遽、大学時代のマイカンの恩師、レイ・マイヤーを呼び寄せ、レイカーズベンチに控えさせた。第3戦、マイヤーは慣れないジャンプシュートを繰り返すマイカンを見て、ハーフタイム中に彼を叱り飛ばし、マイヤーが大学時代に叩き込んだフックシュートに戻れと説いた。コートに戻ったマイカンは何時ものマイカンだった。後半だけで30得点をあげたマイカンはレイカーズを90-75の圧勝に導くと、レイカーズは第4戦、第5戦も勝利し、4勝1敗でこのシリーズを制して、2度目のファイナル連覇を成し遂げた。
1953-54シーズンは慢性的な膝の痛みに苦しみ、初の平均20得点割れとなる平均18.1得点14.3リバウンドの成績だったが、新人クライド・ラブレットがマイカンを補佐し、レイカーズは2年連続リーグ1位となる46勝26敗の成績をあげた。プレーオフは3年連続でファイナル進出を果たし、シラキュース・ナショナルズと対決。第7戦までもつれる接戦だったが、レイカーズはこれを制し、ついに前人未到の三連覇を達成。6年間で2連覇1回、3連覇1回、計5回の優勝（NBL時代も含めれば計6回）を果たすNBA初の王朝チームとなった。この6年間でレイカーズの優勝を阻むことが出来たのは、1950年に骨折を負ったマイカンの足だけだった。

#### 引退へ
1954年、NBAは当時のリーグを悩ませたロースコアゲームの頻発に対処するため、24秒バイオレーション（ショットクロック）を導入。マイカンは熾烈なハーフコートバスケットの時代に終わりが訪れたことを感じた。マイカンは新シーズンの1954-55シーズンのトレーニングキャンプ3日前に引退を決意。引退会見では「家族の側に居たい」「バスケット以外の分野に進む時が来たんだ」と語っている。故障も引退の理由の一つだった。彼の足が負った骨折は10箇所、縫合箇所は16箇所に及んでおり、そのダメージは限界に達していた。
マイカンを失ったレイカーズは偉大な選手の後をクライド・ラブレットが引き継ぎ、40勝32敗と健闘を見せるが、プレーオフは途中敗退し、レイカーズの連覇はここで途絶えた。レイカーズが次に優勝するのは1970年代に入ってのことである。1955-56シーズンにはマイカンの盟友、ジム・ポラードも引退し、レイカーズは開幕から負け越す状態が続いた。レイカーズはチームの危機を前にチームの英雄に救いを求め、マイカンに現役復帰を嘆願。マイカンはこれに応え、1955-56シーズン中に復帰を果たしたが、1年以上のブランクと足の故障により、全盛期の動きとは程遠く、37試合の出場で平均10.5得点8.3リバウンドの成績で、チームも33勝39敗と負け越し、プレーオフではリーグの新エースとなったボブ・ペティット率いるセントルイス・ホークスに敗れた。シーズン終了後、マイカンは改めて引退を表明し、今度こそ現役から退いた。NBL、BAA、NBA3リーグ通じてのキャリア通算11,764得点は引退した時点では歴代1位の成績だった。

### 引退後
マイカンは引退後の1956年の下院議員選挙においてミネソタ第3選挙区から共和党候補として立候補し、現職のドワイト・アイゼンハワー大統領からも熱心なサポートを受けた。投票結果は現職ロイ・ワイアーの127,356票に対しマイカンは117,716票と及ばず、落選している。バスケットのオフシーズンを利用してデポール大学に戻り、法学の学位を取得していたマイカンは、選挙後は法律専門家の道を志したが挫折し、約6ヶ月の間は定職に就けず、マイカンは経済的な困難に直面した。
1958年にはゼネラルマネージャー職も兼任していたジョン・クンドラの要請でレイカーズに戻り、1957-58シーズン途中からクンドラの後を継いでレイカーズのヘッドコーチに就任するが、マイカンのコーチ人生も失敗に終わる。マイカンが指揮した期間、レイカーズは9勝30敗、勝率.231に沈み、このシーズンのレイカーズの成績、19勝53敗はレイカーズの歴代最低勝率となってしまい、マイカンはシーズン終了後に解任された。その後は法律の仕事に専念し、不動産法関連の会社で成功を収め、6人の子供の父親はようやく経済的安定を取り戻した。

#### ABA
1967年、マイカンは再びプロバスケットボールの世界に戻る事になるが、彼が戻った先はNBAではなく、新しく誕生したプロリーグ、ABAであり、彼は初代リーグコミッショナーとして招かれた。9年間と比較的短命に終わるABAだがアメリカのプロバスケットボールの歴史に無視できない足跡を残す存在となり、そのABAを特徴付けた2つの要素を取り入れたのはマイカン・コミッショナーだった。1つ目は赤、白、青の3つの色を使った公式ボールである。カラーテレビ放送と星条旗を意識したこのカラフルなボールは、ABAの象徴的存在として今日までオールドファンの記憶に深く刻まれている。もう1つはスリーポイントシュートであり、NBAがスリーポイントシュートを導入したのはABAが消滅した後の1979年のことだった。
1969年にコミッショナーを辞任したマイカンは法律業に戻り、時にはその知識を活かして、NBA選手の権利擁護運動にも従事した。彼が現役時代を過ごしたミネアポリス・レイカーズは1960年にロサンゼルスに移転してしまうが、マイカンはミネソタでプロバスケットボールチームの誘致活動を展開し、1989年にはミネソタ・ティンバーウルブズが誕生する。1994年に誕生したインラインホッケーのプロチーム、シカゴ・チーターズには取締役員として参加するが、このチームは僅か2年で解散した。

#### 最後の闘争とその死
晩年のマイカンは腎疾患と糖尿病に苦み、彼のバスケットボール人生を支えた右足も切断された。人工透析にも莫大な費用が掛かったが彼の医療保険はカットされたため、マイカンはNBAに対して1965年（いわゆる"Big money era"の始まりの年。この頃からNBA選手の年俸は異常な高騰を見せ始める）以前の選手に支給されている年金の低さ（月1,700ドル）を抗議し、法廷で長く争った。マイカンは週に3回の人工透析を受けながら最晩年をこの闘いに注ぎ込んだが、2005年に病状が悪化。同年6月1日、糖尿病の合併症によってアリゾナにて死去した。80歳だった。
マイカンの死は多くの人々に悼まれると共に、同時にNBA最初のスーパースターがその晩年を法廷の戦いに費やしたことも注目された。多くの解説者、専門家はNBA初期には考えられないような大金を手に入れている現役選手たちは、1965年以前の選手の所得を保障するために結集しなければならないと主張した。マイカンの死に現役スター選手のシャキール・オニールは「マイカンが居なければ、私は居なかったはずだ」とコメントして彼の功績を讃えると共に、マイカンの葬儀費用を代わりに支払うことも申し出た。同年のNBAプレーオフでは、オニールが所属するマイアミ・ヒートとデトロイト・ピストンズの試合前には、マイカンの死を悼んで1分間の黙祷が捧げられた。
2022年10月30日、レイカーズ在籍時に着用していた背番号「99」の永久欠番式典が行われた。

## 個人成績

### レギュラーシーズン
| シーズン     | チーム       | GP  | MPG  | FG%  | FT%  | RPG   | APG | PPG   |
| ------------ | ------------ | --- | ---- | ---- | ---- | ----- | --- | ----- |
| 1948-49†     | MNL          | 60  | –    | .416 | .772 | –     | 3.6 | 28.3* |
| 1949-50†     | MNL          | 68  | –    | .407 | .779 | –     | 2.9 | 27.4* |
| 1950-51      | MNL          | 68  | –    | .428 | .803 | 14.1  | 3.1 | 28.4* |
| 1951-52†     | MNL          | 64  | 40.2 | .385 | .780 | 13.5* | 3.0 | 23.8  |
| 1942-53†     | MNL          | 70  | 37.9 | .399 | .780 | 14.4* | 2.9 | 20.6  |
| 1953-54†     | MNL          | 72  | 32.8 | .380 | .777 | 14.3  | 2.4 | 18.1  |
| 1955-56      | MNL          | 37  | 20.7 | .395 | .770 | 8.3   | 1.4 | 10.5  |
| 通算         | 通算         | 439 | 34.4 | .404 | .782 | 13.4  | 2.8 | 23.1  |
| オールスター | オールスター | 4   | 25.0 | .350 | .815 | 12.8  | 1.8 | 19.5  |

### プレーオフ
| 年度  | チーム | GP | MPG  | FG%  | FT%  | RPG   | APG | PPG   |
| ----- | ------ | -- | ---- | ---- | ---- | ----- | --- | ----- |
| 1949† | MNL    | 10 | –    | .454 | .802 | –     | 2.1 | 30.3* |
| 1950† | MNL    | 12 | –    | .383 | .788 | –     | 3.0 | 31.3* |
| 1951  | MNL    | 7  | –    | .408 | .800 | 10.6  | 1.3 | 24.0* |
| 1952† | MNL    | 13 | 42.5 | .379 | .790 | 15.9* | 2.8 | 23.6* |
| 1953† | MNL    | 12 | 38.6 | .366 | .732 | 15.4* | 1.9 | 19.8  |
| 1954† | MNL    | 13 | 32.6 | .458 | .813 | 13.2  | 1.9 | 19.4  |
| 1956  | MNL    | 3  | 20.0 | .371 | .769 | 9.3   | 1.7 | 12.0  |
| 通算  | 通算   | 70 | 36.6 | .404 | .786 | 13.9  | 2.2 | 24.0  |

## 業績
現在のバスケットボールはジョージ・マイカンの存在を無くして語れない。彼は現代バスケットボールのパイオニアであり、現代的なセンターのプロトタイプであり、世界のプロバスケットボールの頂点を極めるNBA最初のスーパースターであり、プロバスケットボール発展の原点だった。マイカンという存在がなければ、現在のバスケットボールは全く違った姿に進化した可能性すらある。

### 影響

#### マイカン以前のバスケットボール
現在でこそバスケットは"巨人の領域"とされNBAの平均身長は2mを越しているが、1940年代以前は6フィート（約183cm）以下の選手が主流であり、その中の何人かはダンクを決めることができたが基本的には"リングより上の世界での戦い"は想定されていなかった。僅かに居たビッグマンは鈍重な存在でしかなく、それでも当時はシュートが決まる度にコート中央のセンターサークルでジャンプボールによって試合が再開されていたためビッグマンたちの活躍の場はあったのだが、1937年にそのルールが廃止されてからはコート上にはビッグマンたちの僅かな居場所も無くなってしまった。

#### マイカンの登場
208cmと当時としてはずば抜けた長身に加え、俊敏性も備えていたマイカンの登場は、それ以前の"巨人像"を覆した。フックシュートで次々と得点を決め、長身を利用してリバウンドを奪い、敵のシュートをブロックショットで叩き落す。まさしく現代のセンターのスタイルそのものであるマイカンの活躍は所属チームを次々と栄光の階段へと上らせた。1937年以前はゲーム再開の度にコートの真ん中でボールの保持権を巡ってジャンプするだけだったセンターは、マイカンの登場以後はチームの主要得点源であり、チームのディフェンスの要であり、試合の行方を大きく左右するバスケットボールの支配者となったのである。マイカンの成功は後世の模範となり、チームの成功の鍵は如何に優秀なビッグマンを獲得するかに重点が置かれ、NBAドラフトでは毎年上位にビッグマンの顔ぶれが並び、また歴代優勝チームはほぼ全てにその時代を代表するセンターが所属している。"巨人のスポーツ"となったバスケットの以後の歴史は、このビッグマンたちの影響力を如何にして抑えるかの工夫の歴史でもあり、ゴールテンディング、制限区域の拡大、3秒バイオレーション、スリーポイントシュートの導入などは、いずれもセンターの影響力を制限する効果があった。

#### 遺産
ルール変更
- ゴールテンディング：大学時代、マイカンが敵のシュートがバスケットを通過する前に次々とブロックで叩き出してしまうため、1943年から導入。バスケットより上にある落下中のシュートはブロックできなくなった。
- 制限区域の拡大：マイカンをゴールから遠ざけるために、NBAは制限区域を当時の6フィートから12フィートへと拡大。このルール変更は"マイカン・ルール"と呼ばれた。
- ショットクロック：1950-51シーズンはある意味でNBAの伝説的シーズンとなった。11月22日のレイカーズ対フォートウェイン・ピストンズ戦で、18-19という衝撃的な最終スコアが叩き出されたのである。両チームの合計得点37点は、NBA歴代最低記録である。これは当時、手のつけようがない程に圧倒的な強さを誇ったマイカン対策のために、ピストンズがレイカーズに攻撃権が移らないよう、長時間に渡ってボールを保持し続けた結果であった。マイカンにボールが渡れば高い確率でシュートを決められ、またピストンズのシュートが外れればマイカンが高い確率でリバウンドしてしまうからであり、とにかくマイカンには徹底的にボールを触らせないというこの戦術で、ピストンズはレイカーズから1点差で勝利した。しかしボールを保持し続けるだけの試合が面白いはずもなく、当然のように観客からは抗議が殺到し、当時同様の戦術（一旦リードを奪ったチームが残りの時間をひたすらボールを保持するためだけに費やす）がリーグ全体に広がっていたことにオーナー陣は危機感を募らせた。その結果、1954年には24秒バイオレーション、すなわち"ショットクロック"が導入されることになるのだが、バスケットという競技そのものに一大変革をもたらすこの新ルール導入の切っ掛けには、マイカンの存在も無関係ではなかった。なお、この試合でマイカンはレイカーズの18得点のうち15得点つまりチームの総得点の83.3%をあげたが、これは1試合におけるチーム総得点に対する1選手の得点の割合としては歴代最高の数字であり、おそらく今後も破られることはないと考えられている。
- スリーポイントシュート：選手としてではなく、役員としてABAコミッショナー時代に初めてスリーポイントシュートを試合に本格導入した。

練習法
- マイカン・ドリル：大学時代のマイカンが徹底的に繰り返した練習法。ゴール直下で左右両方の腕から交互にシュートを繰り返すこの練習法は、アマチュアからプロレベルまで、アメリカ国内外問わずあらゆる地域のバスケット選手たちの基本練習となっている。

その他
- マルチカラーボール：ABAコミッショナー時代に採用した赤、青、白の3色ボールは、現在NBAではオールスターで開催されるスリーポイントシュート・コンテストで、マネーボールとして使用されている。
- ミネソタ・ティンバーウルブズ：マイカンが誘致活動を展開した結果誕生したチーム。

### 評価
1952年の世論調査ではヘルムズ・アスレチック財団オールアメリカンチーム史上最高の選手に選ばれる。1959年に創設されたバスケットボール殿堂ではバスケットボールの発案者であるジェームズ・ネイスミスらと共に最初の殿堂入りを果たし、またAP通信は20世紀前半の最も偉大な選手にマイカンを選んだ。1970年と1980年、1996年にそれぞれ発表されたNBA25周年オールタイムチーム、NBA35周年オールタイムチーム、NBA50周年記念オールタイムチームには全て選ばれている。

### 孤高のスーパースター
マイカンは初期のNBA発展に大きく寄与した。マイカンは当時間違いなくリーグ最高のスーパースターであり、同時にNBA唯一のスーパースターでもあった。バスケットボールリーグは野球やフットボール、ホッケーなどの他のメジャースポーツリーグほど成熟しておらず、創設間もないNBAの存在もまだまだ小さいものであり、スター選手と呼べる存在はマイカンくらいだった。リーグはそんなマイカンの存在を最大限に利用しようとした。1949年12月、大都市ニューヨークで行われたレイカーズ対ニューヨーク・ニックス戦では、マディソン・スクエア・ガーデンに"G.マイカン対ニックス"という看板が掲げられ、この看板を見たマイカンのチームメートたちが「私たちは出場する必要ないじゃないか」と試合をボイコットしようとする場面があった。またマイカンはチームメートとは別に、前日に遠征先に入って現地の新聞やラジオのインタビューをこなすなど、忙しい日々を過ごした。

### 記録・受賞歴

#### BAA/NBA通算成績
- BAA/NBAレギュラーシーズン通算成績
  - 出場試合：439試合 （6シーズン）
  - 通算得点：10,156得点
  - 通算リバウンド：4,167リバウンド
  - 通算アシスト：1,245アシスト
  - FG成功率：.416
  - FT成功率：.782

- BAA/NBAレギュラーシーズン平均成績
  - 平均出場時間：34.4分
  - 平均得点：23.1得点
  - 平均リバウンド：13.4リバウンド
  - 平均アシスト：2.8アシスト

- BAA/NBAプレーオフ通算成績
  - 出場試合：70試合
  - 通算得点：1,680得点
  - 通算リバウンド：665リバウンド
  - 通算アシスト：155アシスト

- BAA/NBAプレーオフ平均成績
  - 平均出場時間：36.6分
  - 平均得点：24.0得点
  - 平均リバウンド：13.9リバウンド
  - 平均アシスト：2.2アシスト

※リバウンド数は1950-51シーズンから、出場時間は1951-52シーズンから計測。 

#### BAA/NBAスタッツリーダー
- 得点王：3回　（1949年, 1950年, 1951年）
- リバウンド王：3回　（1950年, 1951年, 1952年）
- ファウル王：3回　（1949年, 1950年, 1951年）

当時、マイカンはリーグで最もファウルする回数が多い選手だったことは、彼のプレースタイルの激しさを物語っている。

#### 受賞歴
- NCAA時代
  - オールアメリカンチーム：3回　（1944年, 1945年, 1946年）
  - ヘルムズ・アスレチック財団年間最優秀選手：2回　（1944年, 1945年）
  - The Sporting News 年間最優秀選手：1945年
  - NCAAトーナメント Final4進出：1回　（1944年）
  - ナショナル・インヴィテーション・トーナメント優勝：1945年
- NBL時代
  - ワールド・プロフェッショナル・バスケットボールトーナメント優勝：1946年
  - 同トーナメントMVP：1946年
  - NBL優勝：1947年
  - オールNBLチーム：1947年
- BAA/NBA時代
  - オール1stチーム：6回　（1949～1954年）
  - NBAオールスターゲーム出場：4回　（1951～1954年）
  - オールスターMVP：1953年
  - ファイナル制覇：5回　（1949年, 1950年, 1952年～1954年）
- AP通信選出「20世紀前半の最も偉大な選手」
- バスケットボール殿堂：1959年
- NBA25周年オールタイムチーム：1970年
- NBA35周年オールタイムチーム：1980年
- NBA50周年記念オールタイムチーム：1996年
- NBA75周年記念チーム：2021年

## 私生活など
マイカンは1947年にパトリシアと結婚し、残りの58年間を共にした。6人の子供に恵まれたが長男のラリー（ジョージ・ローレンス・マイカン3世）は父と同じ道を志し、ミネソタ大学を卒業後、NBAのクリーブランド・キャバリアーズで1970-71シーズンの1シーズンだけをプレーし、平均3.0得点2.6リバウンドの成績を残している。またマイカンの1歳下の実弟、エド・マイカンも1948年から6年間プレーした元NBA選手である（キャリア平均6.7得点5.5リバウンド）。生涯マイカンは典型的な「穏やかな巨人」と一般的に見られており、コート上では厳しく激しいプレーをしてきたマイカンは、オフコートでは親しみやすい人柄だった。

### エピソード
- 1996年に怪物センターのシャキール・オニールがロサンゼルス・レイカーズに入団した際、マイカンとカリーム・アブドゥル＝ジャバー、2人のレイカーズ歴代スターセンターとオニール3人が、スポーツ・イラストレイテッド1996年11月号の表紙を飾った。
- 2001年にミネソタ・ティンバーウルブズのホームアリーナ、ターゲット・センターの前にフックシュートを打つ瞬間を模したマイカンの彫像が建てられた。